# Allyl-isothiokyanát
Allyl-isothiokyanát je organická sloučenina se vzorcem CH2CHCH2NCS. Způsobuje ostrou chuť hořčice, ředkviček, křenu a wasabi; také má slzotvorné účinky. Tyto vlastnosti způsobují interakce s iontovými kanály TRPA1 a TRPV1.
Je jen málo rozpustný ve vodě, lépe se ale rozpouští ve většině organických rozpouštědel.

## Biosyntéza a biologické funkce
Allylisothiokyanát lze získat ze semen brukve černé (Brassica nigra) nebo brukve sítinovité (Brassica juncea). Při narušení těchto semen se uvolní enzym myrosináza a přemění glukosinolát sinigrin na allylisothiokyanát.
Allylisothiokyanát používají rostliny jako ochranu před býložravci; protože poškozuje samotnou rostlinu, tak je přechováván jako neškodný glukosinolát, odděleně od myrosinázy. Při pozření rostliny zvířetem se uvolní isothiokyanát, který jej odpudí. Allylisothiokyanát může také odpuzovat mravence Solenopsis invicta

## Výroba a použití
Allylisothiokyanát se vyrábí reakcí allylchloridu a thiokyanatanu draselného:
CH2=CHCH2Cl + KSCN → CH2=CHCH2NCS + KCl
Další možností je suchá destilace semen; takto získaný produkt mívá čistotu okolo 92 %.
Hlavní využití této látky spočívá v ochucování potravin. Syntetický allylisothiokyanát slouží jako insekticid, přípravek proti plísním, baktericid.
Hydrolýzou allylisothiokyanátu vzniká allylamin.

## Bezpečnost
LD50 allylisothiokyanátu je 151 mg/kg, tato látka má slzotvorné účinky, podobně jako slzný plyn.
Allylisothiokyanát má také řadu vlastností předurčující jej k prevenci nádorových onemocnění.